# Tour Alto
De Tour Alto, is een kantoorgebouw en wolkenkrabber in Courbevoie, La Défense; het zakendistrict van de agglomeratie Parijs.
Het gebouw is 160 m (520 ft) van de straat en 150 m van de plaat van La Défense op de oostelijke gevel alleen al voor een totaal van 38 verdiepingen. Zijn ronde vorm wordt geleidelijk naar boven toe breder en vergroot zijn ruimte in de ruimte met een verplaatsing van 12 cm naar de buitenkant van de randbalk, op elke verdieping. Dankzij deze unieke vorm gaat de oppervlakte van de niveaus van 700 m² aan de voet van de toren tot 1.500 m² bovenaan.
De werkzaamheden zijn gestart in september 2016 voor oplevering in 2020.